# Addyston
Addyston é uma vila localizada no estado norte-americano de Ohio, no Condado de Hamilton.

## Demografia
Segundo o censo norte-americano de 2000, a sua população era de 1010 habitantes. Em 2006, foi estimada uma população de 941, um decréscimo de 69 (-6.8%).

## Geografia
De acordo com o United States Census Bureau tem uma área de 2,3 km², dos quais 2,2 km² cobertos por terra e 0,1 km² cobertos por água. Addyston localiza-se a aproximadamente 257 m acima do nível do mar.

## Localidades na vizinhança
O diagrama seguinte representa as localidades num raio de 8 km ao redor de Addyston.